# Deadpool 2
Deadpool 2 é um filme de ação e comédia estadunidense de 2018, baseado no personagem de mesmo nome da Marvel Comics, dirigido por David Leitch e escrito por Rhett Reese e Paul Wernick, sendo a sequência de Deadpool, de 2016, e o décimo primeiro filme da série de filmes X-Men. Distribuído pela 20th Century Fox, é estrelado por Ryan Reynolds, Josh Brolin, Zazie Beetz, Julian Dennison, Morena Baccarin, T.J. Miller e Brianna Hildebrand.
Os planos de uma sequência para Deadpool começaram antes mesmo do lançamento do primeiro filme, o que foi confirmado em fevereiro de 2016. Embora a equipe criativa original formada por Reynolds, Reese, Wernick e o diretor Tim Miller tivesse o retorno assegurado, Miller deixou o projeto em outubro de 2016 devido à diferenças criativas com Reynolds, fazendo com que ele fosse substituído por David Leitch, um dos diretores do longa-metragem John Wick. Uma extensa pesquisa de elenco foi realizada para encontrar o ator que interpretaria Nathan Summers/Cable. Disputando a vaga com nomes como David Harbour e Michael Shannon, Josh Brolin acabou ganhando o papel e assinou contrato com a 20th Century Fox para dar vida ao personagem em quatro produções da franquia X-Men. No mesmo ano de lançamento de Deadpool 2, Brolin estrelou Avengers: Infinity War como Thanos, outro personagem da Marvel Comics. As filmagens ocorreram entre junho e outubro de 2017 na província Colúmbia Britânica, no Canadá. A filmagem inicial ocorreu em 17 de junho no Castelo Hatley, em Victoria, capital da Colúmbia Britânica. As filmagens principais tiveram início no dia 26 de junho em Vancouver. A dublê Joi "SJ" Harris morreu em um acidente de moto após colidir com a Shaw Tower durante as filmagens, fazendo com que Deadpool 2 fosse dedicado à sua memória. A trilha sonora do filme é a primeira a receber um Parental Advisory, um selo de alerta aos pais indicando o excesso de conteúdo explícito nas letras, o álbum ainda inclui o single original "Ashes", gravado por Céline Dion.
A pré-estreia de Deadpool 2 ocorreu em 10 de maio de 2018 no Leicester Square, em Londres. Foi lançado no Brasil e em Portugal no dia 17 de maio de 2018. Estreou nos Estados Unidos em 18 de maio de 2018 no formato convencional. Recebeu críticas geralmente favoráveis, com muitos críticos declarando-o como melhor que o antecessor e elogiando as performances do elenco, em especial Reynolds, Brolin e Beetz, as sequências de ação e o humor. Arrecadou mais de US$ 785 milhões mundialmente, sendo a quarta maior bilheteria de 2018 e o quarto filme mais rentável do ano nos Estados Unidos e no Canadá. É o quinto título de maior êxito na bilheteria doméstica na categoria R – Restricted (produções proibidas para menores de 17 anos, sendo permitida a entrada somente com os pais ou algum responsável maior de idade), sendo superado por The Passion of the Christ, Deadpool, American Sniper e It. Mantém mundialmente a segunda posição na categoria, ficando atrás apenas de Deadpool e The Matrix Reloaded.

## Enredo
Depois de trabalhar com sucesso como o mercenário Deadpool por dois anos, Wade Wilson não consegue matar um de seus alvos em seu aniversário com sua namorada Vanessa. Naquela noite, depois que o casal decide começar uma família juntos, o alvo os rastreia e mata Vanessa. Tomado de fúria por perder a pessoa que mais amava, Wilson mata o homem em vingança. Ele se culpa pela morte dela e tenta cometer suicídio seis semanas depois, explodindo-se. Wilson tem uma visão de Vanessa na vida após a morte, mas as partes de seu corpo permanecem vivas e são colocadas juntas por Colossus. Wilson fica com apenas uma ficha de Skee-Ball feita de chumbo, um presente de aniversário, como uma lembrança final de Vanessa.
Recuperando-se na Mansão X, Wilson concorda em se juntar aos X-Men como uma forma de cura. Ele, Colossus e Míssil Adolescente Megassônico respondem a um impasse entre as autoridades e o instável jovem mutante Russell Collins/Firefist em um orfanato, rotulado como "Centro de Reeducação Mutante". Wilson percebe que Collins foi abusado pela equipe do orfanato e mata um dos membros da equipe. Colossus o impede de matar mais alguém, e Wilson e Collins são presos. Contidos com colares que suprimem seus poderes, eles são levados para a "Geladeira", uma prisão isolada para criminosos mutantes. Enquanto isso, um soldado cibernético do futuro, Cable, cuja família foi assassinada por um Collins adulto, viaja de volta no tempo para matar o menino antes que Collins se torne um assassino.
Cable invade a Geladeira e ataca Collins. Wilson, cujo colar quebrou no meio da confusão, tenta defender Collins. Depois que Cable pega a ficha de Vanessa, Wilson e Cable são lançados pra fora da prisão por uma explosão, mas não antes de Collins ouvir Wilson negar que é seu amigo. Perto da morte novamente, Wilson tem outra visão de Vanessa em que ela o convence a ajudar Collins. Assim, Wilson pede a ajuda de Weasel e organiza uma equipe chamada X-Force, com o objetivo de extrair Collins de um comboio de transferência da prisão e defendê-lo de Cable. A equipe lança seu ataque ao comboio pulando de paraquedas de um helicóptero, mas todos os membros, exceto Wilson e a sortuda Dominó, morrem no pouso. Enquanto a dupla luta contra Cable, Collins liberta seu colega Fanático, que se sente grato à Collins por concordar em ajudá-lo a matar o diretor do orfanato. Fanático destrói o caminhão em que ele e Collins estão e escapam.
Cable propõe um acordo e se oferece para trabalhar com Wilson e Dominó para impedir o primeiro assassinato de Collins, o que levará a mais. Ele concorda em dar a Wilson uma chance de falar com Collins antes de tentar matar o garoto novamente. Eles chegam ao orfanato e são dominados por Fanático, enquanto Collins ataca o diretor. Colossus, que inicialmente se recusou a ajudar Wilson devido aos seus modos assassinos, chega para distrair Fanático para que Wilson e Cable possam confrontar Collins. Depois que Wilson parece falhar em falar com Collins, Cable atira no jovem mutante. Wilson pula na frente da bala enquanto veste o colar supressor e morre, reunindo-se com Vanessa na vida após a morte. Vendo este sacrifício, Collins não mata o diretor. Isso muda o futuro, no qual a família de Cable agora sobrevive. Cable usa a última carga em seu dispositivo de viagem no tempo, que ele precisava para retornar à sua família, para voltar vários minutos e amarrar a ficha de Vanessa na frente do coração de Wilson. Agora, quando Wilson leva o tiro por Collins, ela é interrompida pela ficha de chumbo e ele sobrevive. Collins ainda tem a sua mudança de coração, e Cable decide ficar no tempo atual. Em seguida, o diretor é atropelado pelo amigo motorista de táxi de Wilson, Dopinder.
Em uma cena no meio dos créditos, Míssil e sua namorada Yukio consertam o dispositivo de viagem no tempo de Cable para Wilson. Ele a usa para salvar as vidas de Vanessa e Peter; vai para X-Men Origens: Wolverine matar a sua contraparte; e mata o ator Ryan Reynolds quando ele aceita estrelar o filme Lanterna Verde.
Em uma cena deletada, Deadpool ameaçar matar Adolf Hitler quando era bebê. (Na Versão extendida mostra que Não o fez) 

## Elenco
- Ryan Reynolds como Wade Wilson / Deadpool: Protagonista do filme, um anti-herói desbocado, desfigurado e com um senso de humor sem limites. Reynolds ainda interpreta, por meio de captura de movimento, o vilão Fanático, mostrando uma versão mais fiel que a apresentada em X-Men - O Confronto Final.
- Josh Brolin como Nathan Summers / Cable: Um mutante metade máquina que veio do futuro para matar Russell por ele ter matado sua família.
- Zazie Beetz como Neena Thurman / Dominó: Uma mutante com o poder de alterar as probabilidades de forma que tudo dê certo para ela. Seu nome se deve a sua marca de nascença em volta do olho.
- Julian Dennison como Russell Collins / Firefist: Um jovem mutante com o poder de lançar rajadas de fogo com as mãos que busca vingança contra o orfanato de mutantes que o torturava. Sala Baker interpreta um Russell mais velho nas cenas no futuro.
- Brianna Hildebrand como Ellie Phimister / Míssil Adolescente Megassônico: Uma das estudantes do Instituto Xavier que possui o poder de criar explosões em seu corpo. Neste filme ela se revela homossexual.
- Stefan Kapičić como Piotr Rasputin / Colossus: Um mutante feito de metal que tenta botar o Deadpool na linha. Kapičić foi responsável pela voz e captura de movimento facial, enquanto que Andre Tricoteux foi responsável pela captura de corpo do personagem.
- T. J. Miller como Weasel: Melhor amigo de Wade, que trabalha em um bar para mercenários.
- Morena Baccarin como Vanessa: Namorada de Wade que acaba morta no início do filme, o que motiva Wade a ajudar Russell.
- Leslie Uggams como Cega Al: Amiga de Wade, uma mulher negra idosa e cega.
- Karan Soni como Dopinder: Colega taxista de Wade.
- Eddie Marsan como O Diretor do Orfanato: Diretor de um orfanato para mutantes, um religioso fanático que acredita que os mutantes vão para o inferno e que ele pode curá-los.
- Terry Crews como Jesse Aaronson / Bedlam: Um dos recrutas da X-Force de Wade. Tem o poder de manipular campos elétricos.
- Bill Skarsgård como Axel Cluney / Zeitgeist: Um dos recrutas da X-Force de Wade. Tem o poder de vomitar ácido.
- Lewis Tan como Benjamin Rusty / Shatterstar: Um dos recrutas da X-Force de Wade. É um alienígena que acredita ser melhor que os humanos.
- Brad Pitt como Telford Porter / Vanisher: Um dos recrutas da X-Force de Wade. Tem o poder de ficar invisível. Pitt havia sido um dos atores cotados para interpretar Cable, mas o papel ficou com Brolin.
- Rob Delaney como Peter: Um dos recrutas da X-Force de Wade É apenas um humano normal que se interessou pela equipe por causa do anúncio.
- Shioli Kutsuna como Yukio: Namorada de Ellie. Possui o poder de criar eletricidade com seu corpo. Uma versão alternativa de Yukio já havia aparecido em The Wolverine, sendo interpretada por Rila Fukushima.
- Jack Kesy como Black Tom Cassidy: Um dos prisioneiros da Geladeira. O personagem seria um antagonista maior, porém, sua participação foi reduzida pois os produtores acharam que o filme já tinha muitos vilões.

Randal Reener também retorna como Buck, um amigo de Wade e de Weasel. Robert Maillet aparece como Sluggo, um mutante da Geladeira que, assim como Black Tom, teve sua participação no filme reduzida. Hayley Sales e Islie Hirvonen aparecem como a esposa de Cable e sua filha Hope, respectivamente. Luke Roessler, que interpretou uma versão mais jovem do personagem de Dan Stevens na série Legion, também baseada em quadrinhos de X-Men, aparece como uma criança no orfanato. David Leitch, o diretor do filme, aparece como um mutante da Geladeira. Os roteiristas Rhett Reese e Paul Wernick aparecem, respectivamente, como um piloto de helicóptero e um cinegrafista. Stan Lee não pôde participar do filme, porém seu rosto é visto num busto na Mansão X e em um grafite numa parede.
Nicholas Hoult, Tye Sheridan, Evan Peters, Alexandra Shipp, James McAvoy e Kodi Smit-McPhee fazem uma rápida participação como Fera, Ciclope, Mercúrio, Tempestade, Professor X e Noturno, respectivamente, reprisando seus papéis de filmes anteriores. Hugh Jackman faz uma breve aparição como Wolverine em um flashback de X-Men Origens: Wolverine. Tal cena é apenas uma gravação não utilizada de Origens, usada com autorização de Jackman. Alan Tudyk e Matt Damon também fazem pequenas aparições como dois rednecks conversando na cena em que Cable chega ao presente; Damon foi creditado como "Dickie Greenleaf" (referência ao filme O Talentoso Ripley, de 1999, no qual Damon estrela).

## Dubladores no Brasil
- Estúdio de dublagem: Delart[17]
- Direção de Dublagem:  Hercules Franco[17]
- Cliente:  Fox[17]
- Tradução:  Guilherme Menezes[17]
- Técnico(s) de Gravação:  Léo Santos e Rodrigo Oliveira[17]

Elenco
- Deadpool: Reginaldo Primo[17]
- Cable: Guilherme Lopes[17]
- Vanessa: Andrea Murucci[17]
- Firefist: João Victor Granja[17]
- Dominó: Flavia Fontenelle[17]
- Weasel: Jorge Lucas[17]
- Al Cega: Marlene Costa[17]
- Dopinder: Rodrigo Antas[17]
- Colossus: Hélio Ribeiro[17]
- Tom Negão: Léo Martins[17]
- Yukio: Bruna Laynes[17]
- Fanático: Milton Parisi[17]
- Buck: José Augusto Sendim[17]
- Peter: Ricardo Juarez[17]
- Shatterstar: Alexandre Drummond[17]
- Zeitgeist: Andreas Avancini[17]
- Bedlam: Gutemberg Barros[17]

## Produção
No dia 9 de fevereiro de 2016, o Hollywood Reporter afirmou que a Fox já teria encomendado Deadpool 2 e que os roteiristas Rhett Reese e Paul Wernick já estariam trabalhando na continuação antes mesmo do primeiro filme chegar ao cinema, com base nas altas previsões de bilheteria na estreia. No dia 18, Em entrevista ao Collider, Rhett Reese e Paul Wernick falaram sobre a sequência de Deadpool. Afirmaram que não queriam fazer um sequencia de grande orçamento e queriam manter a faixa de orçamento do primeiro filme, também falaram sobre o personagem Cable que aparecerá na continuação: "Acho que se o Cable e o Deadpool se encontrarem, provavelmente será no mundo de Deadpool. Isso nos permite controlar essa questão do orçamento um pouco melhor. Não acho que vamos ver esses personagens em algum planeta há 300 anos daqui, porque isso parece caro".
No dia 24 de junho, em entrevista ao Collider, Simon Kinberg disse que as filmagens de Deadpool 2 devem começar no início de 2017.
No dia 13 de agosto, Jeff Sneider, repórter do Mashable, revelou durante o programa do YouTube Meet the Movie Press que Kyle Chandler e Mackenzie Davis seriam os favoritos para interpretar os personagens Cable e Dominó. Sneider afirmou que não era nada confirmado mas que esses nomes eram o que tava sendo falado pelo bastidores de Hollywood: "Não há garantia, então fique com um pé atrás sobre esses nomes, [...] mas é isso que tem circulado" No dia 26, Em entrevista para a revista GQ, Mackenzie Davis afirmou que não sabia nada sobre os rumores de que fará o papel de Dominó em Deadpool 2: "Não" [risos] é algo bem interessante. Pessoas ficam me mandando prints do tipo 'isso é tão legal!'. E eu fico 'não é? acho bem legal, mas não é verdade'. Quero dizer, é legal que as pessoas pensem que estou fazendo o Deadpool, mas não. Não tenho nenhuma notícia sobre isso. Gostaria de ter".
No dia 19 de outubro, o Collider afirmou que os testes de elenco para personagem Dominó já teriam começado e que as atrizes confirmadas para fazer os testes são: Lizzy Caplan, Mary Elizabeth Winstead, Sienna Miller, Sofia Boutella, Stephanie Sigman, Sylvia Hoeks, Mackenzie Davis, Ruby Rose, Eve Hewson e Kelly Rohrbach. No dia 22, O Deadline afirmou que o diretor do primeiro longa de Deadpool, Tim Miller, estava fora da direção da sequencia, cineasta deixou a produção por diferenças criativas com o Ryan Reynolds. Miller ainda não tinha assinado contrato para comandar o longa, mas já trabalhava no roteiro e era tido como certo na direção, sendo um dos principais responsáveis pelo sucesso do primeiro longa. Segundo o The Wrap, apesar da versão oficial dizer que a saída foi amigável, Miller e Reynolds não tinham uma relação muito boa há tempos. Parte da briga agora teria acontecido porque Reynold garantiu controle criativo da produção durante a sua renegociação de contrato, tendo a palavra final sobre o elenco, por exemplo (Miller queria Kyle Chandler como Cable, mas Reynolds era contra). Além disso, o diretor queria fazer uma sequência mais estilizada enquanto o foco de Reynolds está no humor escrachado que fez sucesso no primeiro longa. No dia 25, O The Wrap divulgou novos detalhes sobre as diferenças criativas que levaram à saída de Tim Miller da direção de Deadpool 2. Nas conversas iniciais sobre a sequência, que começaram antes mesmo do primeiro filme chegar aos cinemas, Ryan Reynolds e os roteiristas Rhett Reese e Paul Wernick queriam uma comédia desconexa, seguindo a linha atrevida e barata do longa original. Já Miller queria um filme maior, na linha de outros títulos de super-heróis, que custaria três vezes mais que os US$ 58 milhões do orçamento do primeiro filme. "Havia dois filmes completamente diferentes e um deles não era Deadpool", disse uma fonte que teve acesso aos dois conceitos. No dia 28, o Mashable afirmou que David Leitch seria a principal escolha da Fox para dirigir Deadpool 2, e logo depois a Variety confirmou que o diretor comandaria o longa. Segundo o site, Leitch era cotado também para assumir a adaptação de X-Force, mas a Fox preferiu colocá-lo no longa do mercenário. Apesar da Variety ter confirmado Leitch no posto, o Deadline chegou a afirmar que nenhum contrato foi fechado. O site disse que Drew Goddard e Magnus Martens também disputariam a vaga.
No dia 3 de novembro, O compositor Junkie XL usou seu Instagram para dizer que não fará a trilha sonora de Deadpool 2. Responsável pela música do primeiro filme, Junkie (ou Tom Holkenborg) disse que pensou muito após a saída do diretor Tim Miller e que não parece certo retornar sem a presença dele. No dia 6, Segundo o site canadense What's Filming, especializado em falar sobre o processo de produção de filmes, as filmagens de Deadpool 2 vão começar em janeiro de 2017 na Colúmbia Britânica, no Canadá, o que vai de acordo com relatos de que o longa começaria a ser produzido no início de 2017. Entretanto, é possível que essa data seja adiada por conta da falta de alguém para comandar a direção. No dia seguinte, o Collider, afirmou que Deadpool 2 não vai começar suas filmagens em janeiro de 2017. O site cita um rumor sobre a data mas afirma que fontes disseram que o plano antes da saída de Tim Miller era começar a produção em março, já que a procura pela atriz que fará a mutante Dominó havia apenas começado e com a saída de Miller e nenhum anúncio oficial de outro diretor, não há como as filmagens começarem naquela data. O Collider ainda lembra que, após a escolha do diretor, é muito possível que ele/ela revise o roteiro e faça alguns ajustes, de acordo com as suas próprias ideias e do que a Fox permitir. Além disso, o longa não tinha uma data de lançamento oficial anunciada, o que faz com que não exista uma grande corrida contra o relógio. No dia 14, o roteirista Paul Wernick em entrevista ao The Playlist afirmou que não usará elenco dos mutantes X-Men no filme: "Mesmo que tivéssemos orçamento não gostaria de incluir tantos mutantes assim, são duas franquias separadas [Deadpool e X-Men]. Na sequência, estamos abordando o fato de sermos um filme independente, então não vamos incluir aquele elenco todo" No dia 16, Ryan Reynolds em entrevista a GQ quebrou o silencio sobre a saída de Tim Miller do projeto: "Eu sei quando preciso exercer controle, e eu sei quando preciso abrir mão disso. Eu não vou sentar com o Tim Miller e falar 'os efeitos visuais de Deadpool precisam ser feitos desse jeito'. O homem é um mago dos efeitos visuais. Mas a coisas relacionadas ao personagem e ao tom que eu conheço muito bem... E eu estou com esse [personagem] há mais tempo que qualquer pessoa, tirando os caras que escreveram o quadrinho. Eu passei 11 anos tentando levar essa pedra de Sísifo pra cima da colina, e ela continuava rolando de volta pra mim. Então eu vou estar totalmente envolvido no filme do momento que ele começar até o momento que ele terminar." No dia 19, David Leitch foi contratado para assumir a continuação. No entanto a Fox já prepara Deadpool 3 e não espera que Leitch dirija o terceiro filme da franquia.
No dia 9 de dezembro, em entrevista ao Entertainment Weekly, o produtor Simon Kinberg falou sobre os desafios de fazer Deadpool 2, após o sucesso do primeiro longa: "O ponto para nós é que começamos a pensar sobre o que precisamos para o filme ser tão provocativo e surpreendente quanto o primeiro, o que significa que não pode ser apenas uma continuação. Precisa ter um tom e um estilo original. Esse é o grande desafio, principalmente porque a equipe teve 10 anos para fazer o primeiro longa e nós não temos esse tempo. Essa é a grande coisa sobre essa produção: não fazê-la maior. Temos que resistir à tentação de fazer algo em um escopo e escala maiores, o que normalmente é o que acontece quando você tem um filme que vira sensação. Mas se manter fiel aos princípios do tom, do estilo e do humor é o que torna isso tudo tão especial – não são as explosões e efeitos especiais". Na mesma entrevista, Ryan Reynolds elogiou o diretor Tim Miller e falou sobre a contratação de David Leitch para o cargo: "Não há um ser humano na Terra que trabalhou mais em Deadpool do que Tim. Ele é um diretor incrivelmente talentoso (...). Todo mundo aqui é um grande fã do trabalho de David Leitch. Ele é um cara muito muscular em sua ação, e também entende essas sensibilidades do Deadpool e precisamos continuar a franquia a partir desse ponto. E eu amo John Wick [De Volta ao Jogo, no Brasil]. Uma das coisas que David Leitch faz e poucos conseguem é fazer um filme com orçamento bem baixo parecer algo 10, 15 vezes mais caro". Reynolds também confirmou que está procurando atores para os papéis de Cable e Dominó. No dia seguinte, Tim Miller quebrou o silencio sobre sua saída em entrevista ao podcast CG Garage: "Eu só quero dizer uma coisa para o público geek que está aí, porque é importante pra mim saber o que eles pensam e eles são meus irmãos e minhas irmãs. Eu não queria fazer um filme estilizado que fosse três vezes mais caro que o orçamento... Se você lê coisas na Internet... Quem se importa, na verdade? Mas para quem lê, quero dizer que eu queria fazer o mesmo tipo de filme que fizemos antes, porque esse é o filme certo a fazer com esse personagem. Então não acreditem no que vocês leem na web. Minha intenção era repetir a mesma coisa. E Kyle Chandler não ia fazer o Cable. Quando eu leio essas coisas quero morrer... Mesmo quando algumas pessoas dizem que 'o filme foi realmente difícil de fazer'... O filme foi divertido de fazer. Dá pra ver isso na tela. Todos nos divertimos demais. Tivemos algumas discussões na pós-produção, mas nada fora do normal... Não foi difícil. Foi uma alegria, a melhor experiência da minha vida, e desejo o melhor para a equipe agora, espero que a continuação seja ótima. Só desejo o melhor para o personagem. E para a Fox, também. Eles merecem fazer dinheiro com isso e foram sempre ótimos". No dia 15, segundo informações do What's Filming?, Deadpool 2 pode começar suas filmagens em junho de 2017, em Vancouver e na Colúmbia Britânica, no Canadá.
No dia 9 de janeiro de 2017, em entrevista a MTV, durante o Globo de Ouro 2017, Ryan Reynolds falou sobre a produção de Deadpool 2. Perguntado se já tinha escolhido o intérprete do mutante Cable, ele respondeu: "Ainda estamos trabalhando nisso. Não vamos começar até estarmos prontos. Tudo está ótimo. Todos estão perfeitamente comprometidos, tem sido incrível". No dia 11, em entrevista ao Deadline, Rhett Reese e Paul Wernick afirmaram que Deadpool 2 terá outros personagens, mas ainda será um filme solo do personagem. No dia 13, o Collider, que conversou com os roteiristas da sequência, afirmou que Colossus e Negasonic Teenage Warhead, retornaram para sequência assim como taxista Dopinder, personagem de Karan Soni. Segundo os roteiristas, a relação do taxista com Deadpool foi uma das coisas mais divertidas do filme e eles amam o personagem. Eles também falaram sobre o desafio de levar Cable para a continuaçãom segundo eles, o personagem será fiel aos quadrinhos, mas o filme deve simplificar a história de Cable: "Ele tem um passado tão complicado, e uma história de origem complicada, acho que vamos tentar deixar isso, não tornar misterioso, mas existem muitas reviravoltas, clonagem e todas essas coisas que você fica 'Meu Deus, como vou colocar isso em um filme de duas horas?'. Acho que vamos ficar com a essência do personagem. Será autêntico e fiel, mas não vai incluir os 18 mil detalhes que estão na página da Wikipédia".
No dia 4 de fevereiro, foi divulgado que Pierce Brosnan faria o personagem Cable, de acordo com Jeff Sneider, jornalista do programa The Tracking Board, o papel estaria quase nas mãos do ator. A informação foi confirmada por outras duas fontes, um jornalista da Variety e outro da Forbes, mas ainda não tinha sido divulgada pelo estúdio, que deveria fazer o anúncio pelas redes sociais de Ryan Reynolds, protagonista e produtor da sequência. No dia 14, de acordo com o That Hashtag Show, a personagem Dominó teria ganho uma descrição por parte da produção. Ela teria entre 20 e 30 anos, teria muita habilidade com armas e língua afiada. Segundo o programa, Kerry Washington estaria em testes para o papel, que já foi negado por Gugu Mbatha-Raw e Sienna Miller. No dia 21, o My Entertainment World afirmou que Deadpool 2 deve começar suas filmagens em 1 de maio, em Vancouver, Canadá. Além disso, o longa teria o nome de produção do filme seria Love Machine No dia seguinte, foi divulgado que Drew Goddard estaria escrevendo o roteiro ao lado de Ryan Reynolds. Reynolds foi ao Twitter para dizer que os roteiristas do primeiro filme, Rhett Reese e Paul Wernick, continuam no projeto, logo depois o site que divulgou a informação atualizou a nota dizendo que Goddard entrou no projeto apenas como consultor de roteiro.
No dia 2 de março, segundo o The Wrap, David Harbour, seria mais um nome cotado para ser o mutante Cable em Deadpool 2. Fontes disseram ao site que a Fox chegou a fazer um teste de cena com o ator. No dia 9, Ryan Reynolds através do Twitter, confirmou Zazie Beetz no papel de Dominó. No dia 20, Em entrevista ao Comic Book, o roteirista Rhett Reese afirmou que Deadpool 2 deve ter novidades no elenco em breve: "Estamos com uma lista curta, bem curta. Todos os anúncios serão feitos em breve. Começaremos a produção nos próximos meses, e os anúncios de elenco serão rápidos e furiosos". No dia 21, Em entrevista ao IGN, o roteirista Rhett Reese comentou sobre as mudanças e o que os fãs podem esperar de Deadpool 2: "Tem sido incrível. David [Leitch, diretor] tem seu próprio ponto de vista, diferente do Tim [Miller, diretor do primeiro filme]. Ele chega a uma situação que, claro, já tem um tom e um estilo, então acho que ele ficará bem próximo disso. Mas, ao mesmo tempo, ele traz uma nova abordagem que nos estimula a tentar coisas diferentes do primeiro Deadpool. Não drasticamente, mas o suficiente para você perceber que é uma equipe nova trabalhando. Amamos muito o Tim Miller, e amamos o Dave agora. Acho que todos ficarão bem satisfeitos com o que estamos preparando. Estamos amando nosso roteiro agora e a direção que ele está seguindo. Então acho que a audiência ficará feliz". No dia 23, Segundo o Collider, o ator Brad Pitt esteve cotado para ser o Cable mas teve recusar o papel por conta de sua agenda. No dia 31, Em entrevista para a Empire, David Leitch afirmou que Deadpool 2 terá mais cenas de ação do que o primeiro filme.
No dia 5 de abril, em entrevista ao Jimmy Kimmel Live!, Pierce Brosnan revelou que não foi convidado para ser o Cable em Deadpool 2. Ele disse que a foto onde aparece ao lado de Ryan Reynolds, é que deu força a todos os rumores, foi tirada sem nenhum motivo especial: "Não é verdade. Não me ofereceram nada ainda. É completamente inventado. Estávamos sentados esperando um avião, nós três, e o garoto disse 'rápido, vamos tirar uma foto, jogar na mídia', e Reynolds disse 'vamos ser os Três Macacos Sábios', divulgados e se tornou viral". No dia 12, o THR afirmou que Josh Brolin seria Cable em Deadpool 2. Logo depois, Reynolds confirmou a informação através de seu Instagram. No dia 18, Em entrevista ao THR, Kevin Feige comentou sobre o anúncio de Josh Brolin como o Cable em Deadpool 2, já que o ator também seria o vilão Thanos do Universo Cinematográfico da Marvel: "Não temos nada escrito em nossos contratos sobre os outros papéis que as pessoas podem fazer. Indiana Jones e Han Solo são a mesma pessoa... E não é um problema. E eu acho que Thanos e Cable são dois personagens muito diferentes". No mesmo dia, Josh Brolin divulgou uma foto no Instagram onde mostra o começo da preparação para ser o Cable em Deadpool 2. No dia 19, em entrevista ao Black Film, Leslie Uggams revelou que vai reprisar o papel de Al em Deadpool 2. No primeiro filme, a atriz interpretou a personagem cega que vive na casa do mercenário e tem um relacionamento complicado com ele. No dia 22, a 20th Century Fox confirmou a data de estreia de Deadpool 2 para 1 de julho de 2018.
No dia 14 de agosto, uma tragédia abalou a equipe de filmagem, a dublê Joi "SJ" Harris morreu em um acidente de moto depois de perder o controle e bater na Shaw Tower. Harris, foi a primeira piloto de corrida profissional feminino afro-americana, estava trabalhando no filme como intérprete de dublê pela primeira vez e só se juntou à produção uma semana antes. Harris não estava usando um capacete porque o personagem que estava retratando, Domino, não usa um na cena, e não havia tempo desde que se juntou ao filme para criar um para ela se encaixar debaixo da peruca Domino. Ela teve dois dias completos de ensaios, assim como cinco tentativas mais no dia do acidente. A produção no filme foi desligada imediatamente após o incidente, mas retomou dois dias depois. Com esta notícia também vieram relatos de que a equipe do filme estava "durando longas horas" e estava "esgotada pelo cronograma", com um membro do estúdio confirmando que alguns dias ultrapassaram de 12h a 13h de filmagens, chegando mesmo até 15h.
Em janeiro de 2018, o lançamento do filme foi movido para 18 de maio de 2018.

## Marketing
No dia 3 de março de 2017, foi confirmado que o primeiro teaser de Deadpool 2 está sendo exibido antes de Logan, mas apenas em cinemas americanos. o vídeo mostrará Wade Wilson (Ryan Reynolds) com um agasalho que esconde suas cicatrizes. Em seguida, ele vai para uma cabine telefônica ao som da trilha sonora de Superman, de John Williams, e começa a se vestir de Deadpool. Stan Lee também faz uma participação no vídeo, que termina com o texto "Deadpool is coming not soon enough" (Deadpool está chegando não cedo o suficiente, em tradução livre). No dia 13, O teaser de Deadpool 2 foi divulgado online por Ryan Reynolds. O vídeo, que é mais uma piada com o atraso da continuação do que um trailer real, foi exibido antes de Logan nos Estados Unidos. O video também chegou a internet com uma nova versão no final.

## Recepção

### Bilheteria
Até o 18 de outubro de 2018, Deadpool 2 arrecadou US$ 318,5 milhões nos Estados Unidos e Canadá e US$ 416,05 milhões em outros territórios, totalizando US$ 734,5 milhões.

#### Estados Unidos e Canadá
Deadpool 2 arrecadou US$ 318,5 milhões nos Estados Unidos e Canadá, ocupando a quarta posição entre as maiores bilheterias do ano. É o quinto título de maior êxito na bilheteria doméstica dentro da categoria R – Restricted (produções proibidas para menores de 17 anos, sendo permitida a entrada somente com os pais ou algum responsável maior de idade), sendo superado somente por The Passion of the Christ, Deadpool, American Sniper e It.

#### Exterior
Totalizou US$ 415,8 milhões em outros territórios, tornando-se o quarto filme mais rentável de 2018.  Mantém mundialmente a terceira posição na categoria R – Restricted, ficando atrás apenas de Deadpool e The Matrix Reloaded.

### Crítica
O filme recebeu críticas geralmente favoráveis, com muitos críticos declarando-o como melhor que o antecessor e elogiando as performances do elenco, em especial Reynolds, Brolin e Beetz, além das sequências de ação e o humor. Possui uma avaliação de 82% no site agregador de críticas Rotten Tomatoes.

## Sequência
No dia 19 de novembro de 2016, o THR afirmou que apesar da contratação de David Leitch para Deadpool 2 naquele dia, o estúdio estaria procurando por outros nomes para dirigir o Deadpool 3 – entre eles estariam sendo cotados Rupert Sanders, Drew Goddard e Magnus Martens. Apesar desses nomes já terem sidos cotados para a direção de Deadpool 2, agora eles seriam os favoritos para o terceiro filme. Deadpool & Wolverine estreou em 2024, sendo o trigésimo quarto filme do Universo Cinematográfico Marvel e o décimo quarto filme da série de filmes X-Men.

## Cronologia
Linha do Tempo (Presente):
X-Men: Primeira Classe (Ano de 1963)
X-Men Origens: Wolverine (prelúdio ambientado em 1845, história principal em 1979)
X-Men: O Filme (ano de 2000)
X-Men 2 (ano de 2003)
X-Men: O Confronto Final (ano de 2006)
Wolverine - Imortal (ano de 2011)
Linha do Tempo (Logan):
Logan (Ano de 2029)
Deadpool & Wolverine (Ano posterior à 2029)
Linha do Tempo (Revisada):
X-Men: Primeira Classe (Ano de 1962)
X-Men: Dias de Um Futuro Esquecido (Passado; Ano de 1973)
X-Men: Apocalipse (Ano de 1983)
X-Men: Fênix Negra (Ano de 1992)
Deadpool (Ano de 2016)
Deadpool 2 (Ano de 2018)
X-Men: Dias de um Futuro Esquecido (Futuro; Ano de 2023)
Deadpool & Wolverine (Ano de 2024)

OBS: X-Men: Dias de Um Futuro Esquecido alterou ambas as linhas do tempo. A linha do tempo do passado e futuro se separaram e cada uma tomou um rumo diferente, deixando de depender uma da outra.